# تشارلز سيدرمان
تشارلز سيدرمان (بالإنجليزية: Charles Sederman) (9 يناير 1881 – 9 سبتمبر 1952) هو ملاكم من المملكة المتحدة راحل، مثّل بلاده في الألعاب الأولمبية الصيفية 1908.

## روابط خارجية
تشارلز سيدرمان على موقع أوليمبيديا (الإنجليزية)